# Balantiucha
Balantiucha is een geslacht van vlinders van de familie Uraniavlinders (Uraniidae), uit de onderfamilie Epipleminae.

## Soorten
- B. decorata Warren, 1898
- B. microthyris Turner, 1911
- B. platyphylla Turner, 1903
- B. seminigra Warren, 1896